# Ambrogio Beccaria
Ambrogio Beccaria, né le 1er octobre 1991 à Milan, est un navigateur italien de course au large. En Mini de série, il remporte Les Sables-Les Açores-Les Sables 2018, et, en 2019, il est le premier Italien vainqueur de la Mini Transat. En Class40, il est 2e de la Route du Rhum 2022, il gagne la Normandy Channel Race en 2022 et 2023, la Transat Jacques-Vabre en 2023 et The Transat en 2024.
En 2025, il accède au circuit Imoca, à la barre d'Allagrande Mapei, l'ancien For People de Thomas Ruyant.

## Biographie
Il naît le 1er octobre 1991 à Milan, dans la région italienne de Lombardie. Il découvre la navigation durant l'été, de ses 11 à ses 15 ans, sur de grands bateaux de course, au Velamare Club, une petite école de voile de Sardaigne. De 15 à 19 ans, il cherche des embarquements et participe à des épreuves comme la Giraglia-Rolex Cup, la Tre Golfi Offshore Race et la Middle Sea Race (en)…

### Laser 4000 (2009-2014)
En 2008, avec deux camarades d'études, Stefano Zoli et Giovanni Liva, il achète un vieux Laser 4000 (en). Les trois garçons le remettent en état et peuvent disputer des courses sur le lac de Côme. À son bord, en 2014, Beccaria et Zoli sont champions d'Italie, et 3es du championnat d'Europe,.

### Mini (2015-2021)
En mai 2014, Beccaria achète à Cascais pour 6 000 euros l'épave du Mini 539, le Pogo 2 de Ian Lipinski, très endommagé après chavirage et démâtage dans la Mini Transat de l'année précédente. La remise en état coûte 20 000 euros. Le bateau devient Alla Grande Ambeco. La même année, Beccaria entame des études d'ingénierie marine à La Spezia.

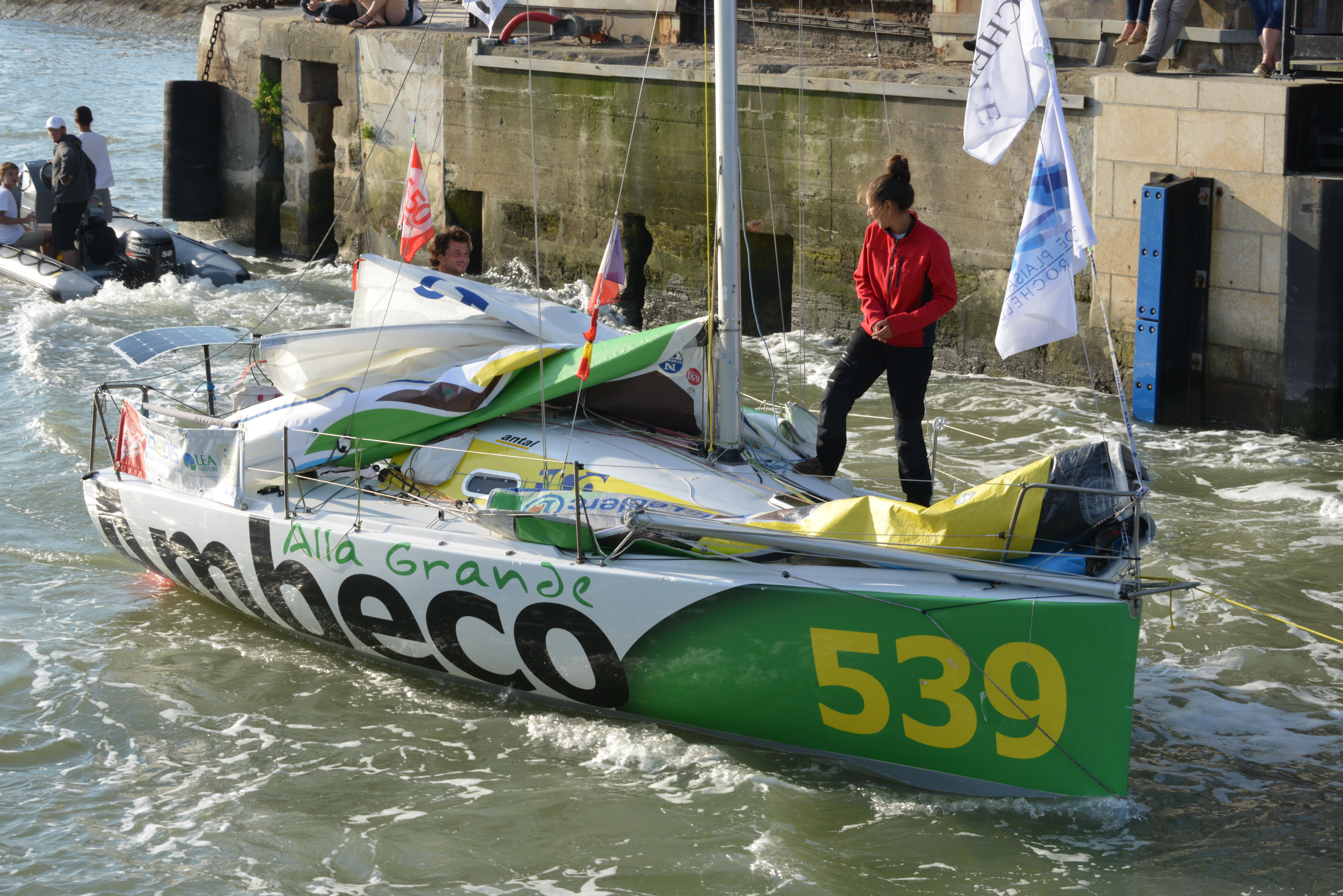
Ambrogio Beccaria et Vittoria Ripa Di Meana à bord d'Alla Grande Ambeco, au retour du prologue de la Mini Transat 2017.

En 2015, il se lance sur le circuit Mini italien, devenant champion d'Italie en 2015 et 2016. En 2016, il dispute sa première grande course, Les Sables-Les Açores-Les Sables. Il gagne l'étape retour devant les prototypes, et termine, en série, 2e de la course. La performance lui vaut une notoriété en Italie et un complément de budget de la part de son sponsor afin de préparer la Mini Transat  2017. Celle-ci se révèle décevante. Beccaria termine la première étape à la 6e place. Dans la seconde, une casse de bout-dehors l'oblige à faire escale au Cap-Vert. Il termine 26e de la course. Il en tire comme leçon que la passion ne suffit pas, et qu'il faut mieux se préparer.

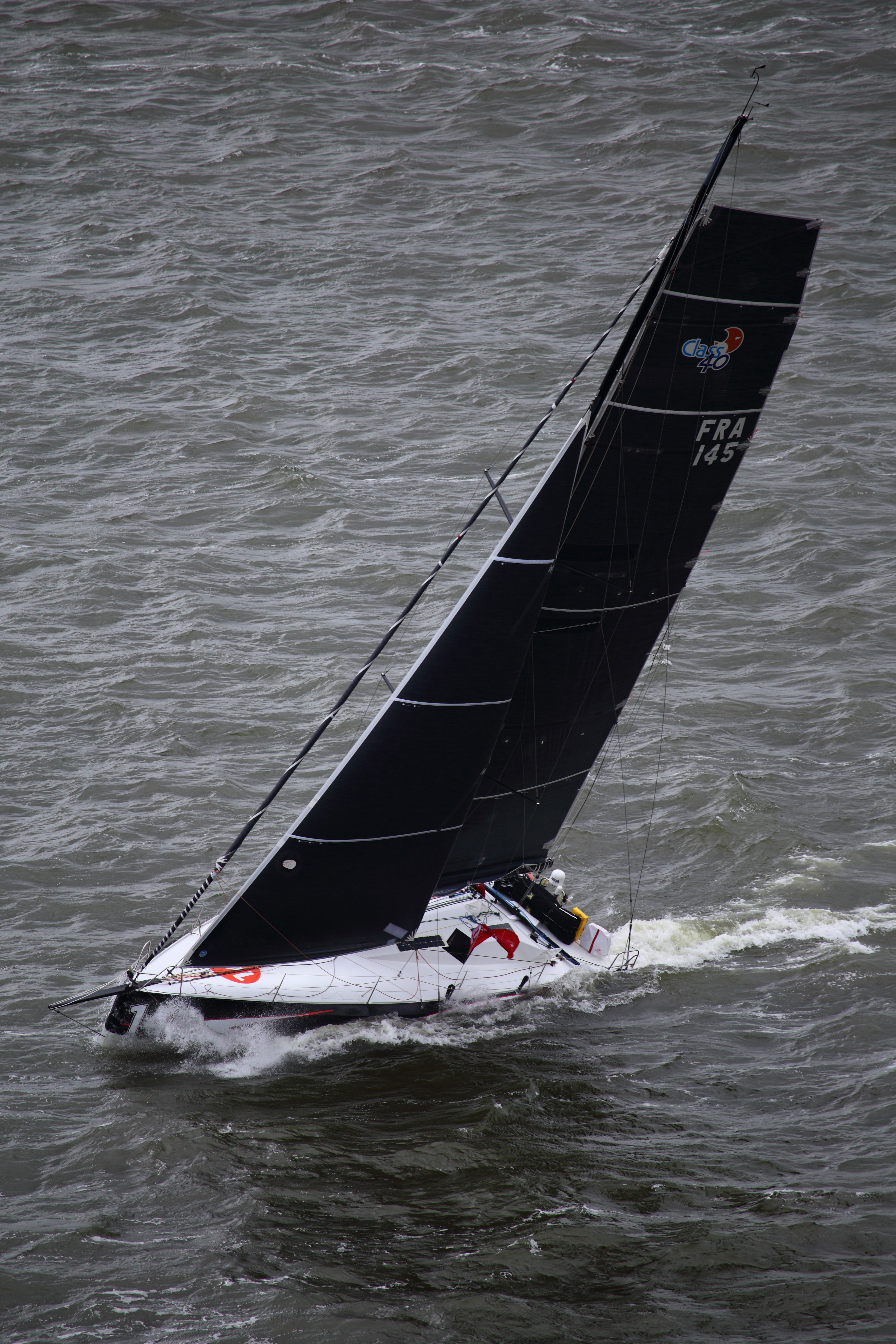
Eärendil, le Class40 de Catherine Pourre.

En 2018, il achète un Pogo 3 neuf, le 943, qui remporte cinq victoires dans l'année sous le nom de Wanted Sponsor, puis de Geomag. Beccaria gagne notamment la Mini-Fastnet avec Tanguy Le Turquais, et Les Sables-Les Açores-Les Sables en solo.
En 2019, il obtient son diplôme d'ingénierie marine. Il s'établit en Bretagne, à Lorient. Cette année-là, il s'initie au Class40 à bord d'Eärendil 145, skippé par Catherine Pourre et Pietro Luciani. Le bateau termine 2e du Défi atlantique. En Mini, à la barre de Geomag, Beccaria gagne quatre courses. Il est vainqueur une nouvelle fois de la Mini-Fastnet, avec Alberto Riva cette fois, et il est le premier Italien à remporter la Mini Transat.
De septembre à novembre 2020, il prend la barre du prototype 969 Cerfrance de Tanguy Bouroullec, pour aider celui-ci à le développer. Le bateau devient durant ces trois mois Camellone Cerca Sponsor. Il remporte les trois courses auxquelles il participe.
De 2020 à 2022, Beccaria multiplie les expériences sur différents supports : à bord du MOD70 Maserati de Giovanni Soldini, en Figaro 3, dans l'Atlantic Rally for Cruisers (en), dans la Giraglia-Rolex Cup…

### Class40 (2019-2024)

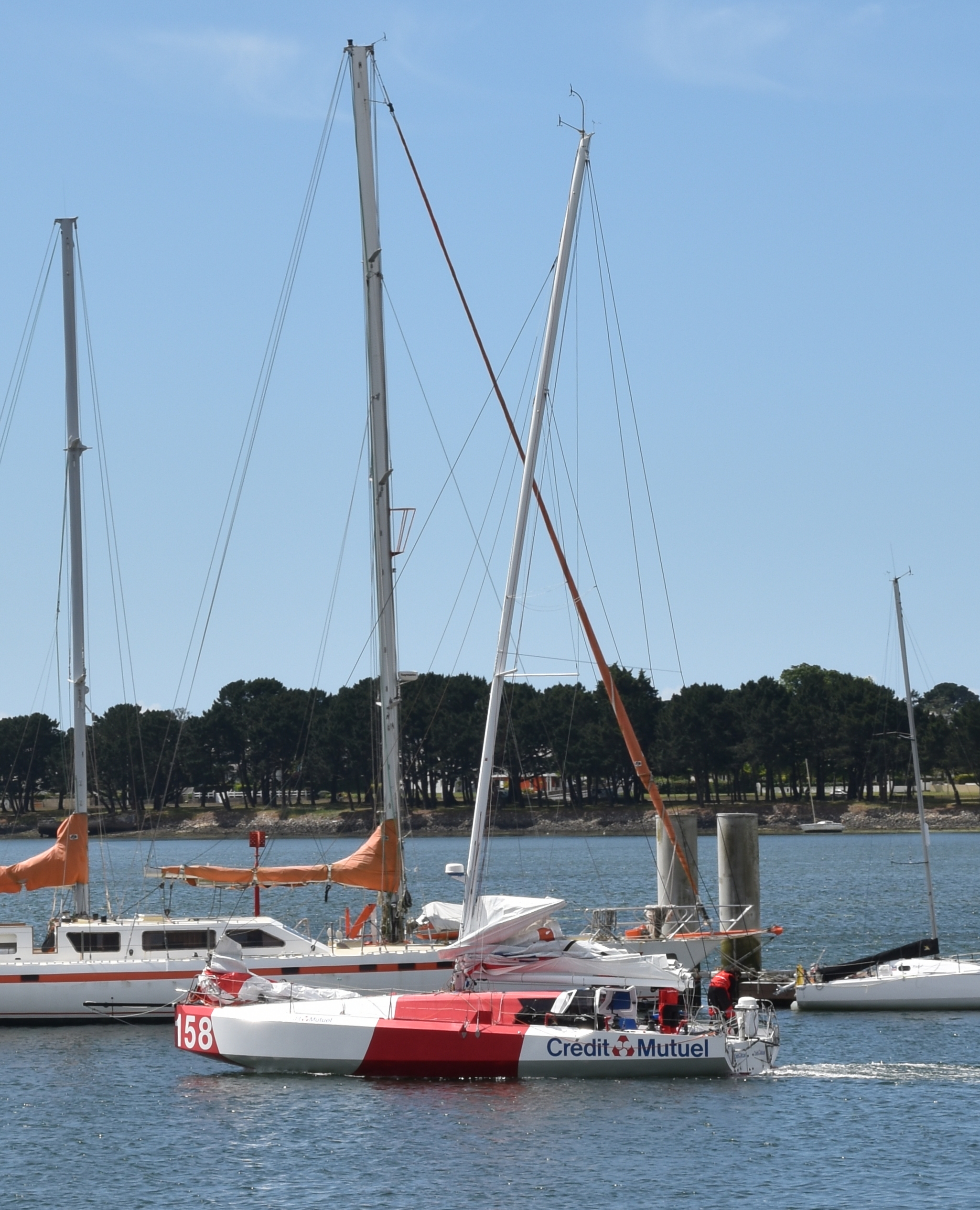
Le Class40 Crédit mutuel 158 de Ian Lipinski, à Lorient en 2021.

En 2021, en double à bord du Class40 Crédit mutuel FRA 158 de Ian Lipinski, il termine 3e de Les Sables-Horta. En mai 2022, le même duo, toujours à bord du 158, remporte la Normandy Channel Race.
Le 12 août 2022, Beccaria met à l'eau à Gênes son propre Class40, Alla Grande, un bateau entièrement italien,. Le plan Musa 40 est de Gianluca Guelfi, un jeune architecte qui navigue beaucoup, et qui signe là son premier Class40. Le chantier, dont c'est le premier bateau, est San Giorgio del Porto (SGDP), à Gênes. Le projet a pour partenaire-titre Pirelli et pour partenaire complémentaire Mapei. Alla Grande-Pirelli commence réellement à naviguer début septembre. À la barre de ce bateau très léger, très polyvalent, Beccaria termine 2e sur 55 Class40 dans la Route du Rhum,.

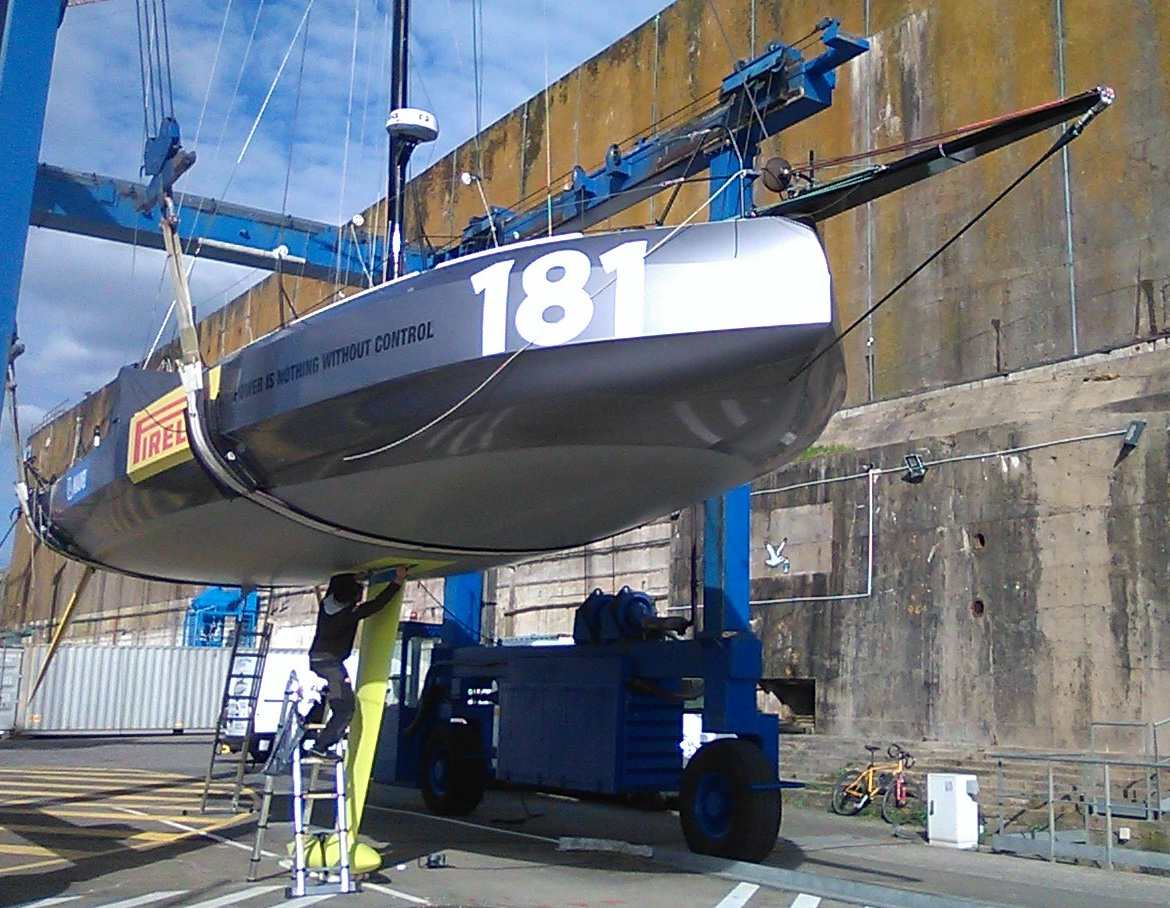
Le Class40 Alla Grande-Pirelli à Lorient, six jours avant le départ de The Transat 2024, qu'il va gagner.

En 2023, Beccaria remporte quatre victoires, dont la Normandy Channel Race avec Kevin Bloch, et la Transat Jacques-Vabre avec Nicolas Andrieu,. En juin, entre deux épreuves de Class40, il est équipier à bord de l'Imoca Holcim-PRB, dans la dernière étape La Haye-Gênes de The Ocean Race.
En 2024, à l'issue d'une âpre lutte l'opposant à Ian Lipinski, Beccaria remporte la course en solitaire The Transat,. Le 10 juillet, dans la Transat Québec-Saint-Malo, course en équipage, il doit abandonner pour une fissure à l'avant de la coque, avec une importante voie d'eau.
Le contrat avec son partenaire-titre Pirelli se termine en fin d'année. Beccaria envisage de passer à l'Imoca, mais Pirelli ne peut financièrement le soutenir, étant déjà engagé dans d'autres projets, notamment celui de Luna Rossa pour la Coupe de l'America. En septembre, Beccaria vend Allagrande-Pirelli à Pep Costa.

### Imoca (depuis 2025)

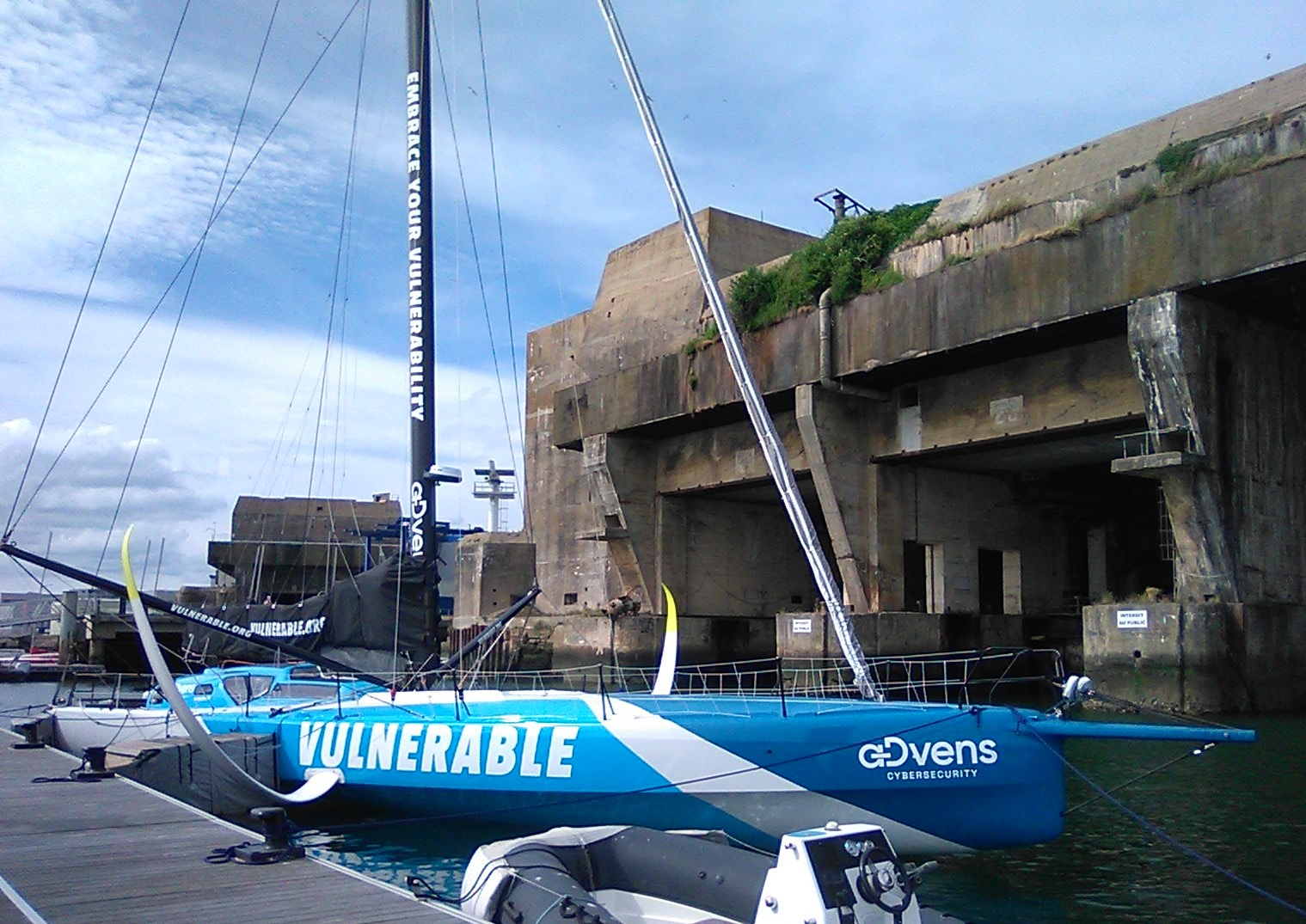
L'Imoca Vulnerable de Thomas Ruyant à Lorient, en 2025.

Le groupe chimique italien Mapei, son partenaire complémentaire depuis 2022, devient son nouveau sponsor-titre. Le 2 avril 2025, Beccaria peut annoncer le rachat à terme de l'Imoca de Thomas Ruyant, Vulnerable (anciennement For People), un plan Koch-Finot-Conq mis à l'eau en 2023.
« La prise en main va se faire en douceur, se réjouit Beccaria, c’est idéal. » En effet, Thomas Ruyant, dont le nouveau bateau se construit, sera pour l'année 2025 le mentor et le co-skipper de Beccaria. Le bateau restera la propriété d'Alexandre Fayeulle, le président d'Advens, sponsor de Ruyant. La structure TR Racing de Ruyant s’occupera de la gestion technique et sportive du projet de Beccaria, et mettra à disposition ses ressources : l’équipe, le hangar, le bureau d’études… Beccaria quant à lui commencera à former sa propre équipe, Allagrande Mapei Racing, qui s'occupera de la communication et de la relation avec Mapei, et qui comptera au début deux ou trois techniciens.
Le bateau termine son chantier d'hiver. Sa remise à l'eau est prévue pour fin avril. Il gardera son nom de Vulnerable pour la Course des caps, fin juin, au départ de Boulogne. Le skipper sera toujours Ruyant, Beccaria faisant partie de l'équipage. En juillet, le bateau sera mis dans ses nouvelles couleurs, deviendra Allagrande Mapei, et son skipper sera Beccaria. Sa première course sous ce nouveau nom sera The Ocean Race Europe, en août et septembre, et Ruyant fera partie de l'équipage. Enfin, dans la Transat Café L'Or, qui part le 26 octobre, Ruyant sera co-skipper.
C'est après cette course que la vente du bateau est prévue. La collaboration technique avec TR Racing s'arrêtera, « mais pas la collaboration sportive ». Allagrande Mapei Racing sera locataire d'une partie du hangar de TR Racing, à Lorient. Les entraînements se feront au côté du nouveau bateau de Ruyant, et les informations seront partagées entre les deux équipes : « En Imoca, dit Beccaria, il y a beaucoup de contraintes et les navigations d’entraînement ne sont pas si nombreuses. Il faut être efficace, et avoir un sparring-partner est un vrai plus. » L'Italien ne compte pas engager Allagrande Mapei dans The Ocean Race 2027. Mais il pourrait lui-même y participer en tant qu'équipier, à bord du nouveau bateau de Ruyant.

## Palmarès

### 2014. Laser 4000
- Champion d'Italie, avec Stefano Zoli[1],[4]
- 3e du championnat d'Europe, avec Stefano Zoli[1],[4]

### Mini

#### 2015. À la barre d'Alla Grande, ITA 539
- 1er sur 12 bateaux de série de la Fezzano-Talamone, avec Giovanni Sanfelice
- 2e sur 14 série de l'Arcipelago 6.50, avec Giovanni Sanfelice
- 4e sur 10 série du Gran Premio d'Italia, avec Giovanni Sanfelice
- 1er sur 2 série de la Cap Cagliari Offshore Regata, avec Vittoria Ripa Di Meana[6]

#### 2016. À la barre d'Alla Grande Ambeco, ITA 539
- 1er sur 9 série de l'Arcipelago 6.50, avec Alberto Riva
- 3e sur 16 série du Gran Premio d'Italia, avec Enrico Podesta
- 1er sur 12 série de la Mini Solo[6]
- 2e sur 20 série de Les Sables-Les Açores-Les Sables en 16 j 4 h 48 min 50 s[5]

#### 2017
- 5e sur 15 série de l'Arcipelago 6.50, à bord du 538 Vivere la vela, avec Luca Sabiu
- 14e sur 52 série de la Mini en mai, à la barre d'Alla Grande Ambeco, ITA 539
- 13e sur 34 série du Trophée Marie-Agnès Péron, à la barre d'Alla Grande Ambeco
- 8e sur 36 série de la Mini-Fastnet, à bord d'Alla Grande Ambeco, avec Alberto Riva
- 8e sur 33 série de la Transgascogne, à la barre d'Alla Grande Ambeco
- 26e sur 56 série de la Mini Transat, à la barre d'Alla Grande Ambeco, en 28 j 18 h 2 min 0 s[6]

#### 2018. À la barre du 943
- 6e sur 60 série de La Pornichet select à la barre du 943 Sponsor Wanted
- 1er sur 48 série de la Mini en mai, à la barre de Wanted Sponsor
- 1er sur 47 série du Trophée Marie-Agnès Péron, à la barre de Wanted Sponsor
- 1er sur 51 série de la Mini-Fastnet, à bord de Wanted Sponsor, avec Tanguy Le Turquais[6]
- 1er sur 38 série de Les Sables-Les Açores-Les Sables, à la barre du 943 Geomag, en 17 j 10 h 21 min 33 s[7]
- 1er sur 30 série du Duo Concarneau-Challenge BFR Marée haute, à la barre de Geomag, avec Alberto Riva[6]

#### 2019. À la barre deGeomag943
- 1er sur 60 série de la Pornichet select
- 4e sur 64 série de la Mini en mai
- 1er sur 49 série du Trophée Marie-Agnès Péron
- 1er sur 54 série de la Mini-Fastnet, avec Alberto Riva
- 12e sur 48 série de la Transgascogne[6]
- 1er sur 65 série de la Mini Transat, en 21 j 21 h 50 min 55 s[9]

#### 2020. À la barre deCamellone Cerca Sponsor969
- 1er sur 17 prototypes de la Mini en mai
- 1er sur 16 protos du Duo Concarneau-Challenge BFR Marée haute, avec Amélie Grassi
- 1er sur 4 protos de la Mini solo[6]

#### 2021. À bord d'EdiliziAcrobatica993
1er sur 19 série de l'Arcipelago 650, avec Alberto Riva

### Class40

#### 2019
2e sur 12 du Défi atlantique, en équipage à bord d'Eärendil 145, skippé par Catherine Pourre et Pietro Luciani

#### 2021
3e sur 24 de Les Sables-Horta, à bord de Crédit mutuel FRA 158, avec Ian Lipinski

#### 2022
- 1er sur 30 Class40 dans la Normandy Channel Race, à bord de Crédit mutuel FRA 158, avec Ian Lipinski[10]
- 2e sur 55 Class40 dans la Route du Rhum, à la barre d'Alla Grande-Pirelli 181, en 14 j 7 h 23 min 48 s[11],[14]

#### 2023. À la barre d'Alla Grande-Pirelli, ITA 181
- 2e sur 13 Class40 dans les Rorc Caribbean 600, en équipage, en tant que skipper
- 2e sur 13 du Défi atlantique, en équipage, en tant que skipper[11]
- 1er sur 34 Class40 de la Normandy Channel Race, avec Kevin Bloch[14],[15]
- 6e sur 21 Class40 de la Fastnet Race, avec Nicolas Andrieu
- 1er sur 24 de la 40' Malouine Lamotte
- 1er sur 21 du Trophée Lodi Group, en équipage
- 14e sur 43 du Class40 European Trophy[11]
- 1er sur 44 Class40 dans la Transat Jacques-Vabre, avec Nicolas Andrieu, en 18 j 12 h 21 min 55 s[16],[17]

#### 2024. À la barre d'Alla Grande-Pirelli
- 1er sur 13 Class40 dans The Transat, en 11 j 16 h 17 min 55 s[19],[20]
- 4e sur 16 Class40 dans la Med Max I Occitanie-Saïdia Resorts, avec Alberto Riva[11],[14]